# Valbo HC
Valbo HC, är en ishockeyförening i Valbo, Gävle i Gästrikland. Klubben var en del av Valbo AIF fram till 2007 då ishockeysektionen drog sig ur föreningen och bildade Valbo HC. Föreningen har 2022 förutom ett A-lag för herrar även juniorer J20 och J18 samt flera ungdomslag inklusive ett flicklag.
Verksamheten bedrivs i Nickback Arena som invigdes 1999 under namnet Valbo Ishall. Sedan dess har den hetat Toyotahallen och Borr & Tång Arena. Kapaciteten på arenan är 750 personer som också är publikrekordet från 8 mars 2008 mot Mariestad BoIS HC i Playoff 3 till Allsvenska Kvalserien. Den 28 augusti 2011 fick arenan namnet Nickback Arena efter Nicklas Bäckström som är officiell sponsor.
Valbo HC:s A-lag spelade 14 säsonger i Division 1/Hockeyettan åren 1999–2018. Lagets största framgång är att man 2009 tog sig till kvalserien till Hockeyallsvenskan där man placerade sig på sjätte och sista plats.

## Säsonger i Division 1
| Säsong    | Division             | Placering | Vårserie                  | Kval/Playoff                                                                                       |
| Valbo AIF | Valbo AIF            | Valbo AIF | Valbo AIF                 | Valbo AIF                                                                                          |
| --------- | -------------------- | --------- | ------------------------- | -------------------------------------------------------------------------------------------------- |
| 1998/1999 | Division 2 västra A  | 7         | 1:a i vårserien           | Playoff: Besegrar Hille/Åbyggeby IK 5:a i kvalserien till Allsvenskan. Uppflyttade till Division 1 |
| 1999/2000 | Division 1 Västra A  | 7         | 1:a i vårserien           | Playoff: Utslagna av Borlänge HF                                                                   |
| 2000/2001 | Division 1 Västra A  | 2         | 7:a i Allettan västra     | |
| 2001/2002 | Division 1 Västra A  | 5         | 1:a i vårserien           | 4:a i förkval västra A                                                                             |
| 2002/2003 | Division 1 Västra A  | 3         | 8:a i Allettan Västra     | |
| 2003/2004 | Division 1 Västra A  | 3         | 5:a i Allettan Västra     | |
| 2004/2005 | Division 1 Västra    | 7         |                           | |
| 2005/2006 | Division 1C          | 2         |                           | Playoff: Utslagna av Huddinge IK                                                                   |
| 2006/2007 | Division 1C          | 7         | 1:a i vårserien           | |
| Valbo HC  |                      |           |                           | |
| 2007/2008 | Division 1C          | 3         | 2:a i Allettan Mellan     | Playoff: Utslagna av Mariestad                                                                     |
| 2008/2009 | Division 1C          | 1         | 1:a i Allettan Mellan     | Playoff: Besegrar Skåre BK 6:a i kvalserien till Hockeyallsvenskan                                 |
| 2009/2010 | Division 2 Västra A  | 5         | 1:a i vårserien           | Playoff: Utslagna av IFK Arboga IK                                                                 |
| 2010/2011 | Division 1C          | 9         | 6:a i fortsättningsserien | 5:a i kvalserie C, nerflyttade                                                                     |
| 2011/2012 | Division 2 Västra A  | 1         |                           | 1:a i kvalserie C, uppflyttade                                                                     |
| 2012/2013 | Division 1C          | 9         | 5:a i fortsättningsserien | 3:a i Kvalserie C, nerflyttade                                                                     |
| 2013/2014 | Division 2 Västra A  | 1         |                           | 3:a i Kvalserie C                                                                                  |
| 2014/2015 | Division 2 Västra A  | 1         |                           | Playoff: Besegrar Sandviken och Arvika 4:a i kvalserie C                                           |
| 2015/2016 | Hockeytvåan Västra A | 1         |                           | 3:a i kvalserie Västra, uppflyttade                                                                |
| 2016/2017 | Hockeyettan Östra    | 10        | 3:a i vårserien           | |
| 2017/2018 | Hockeyettan Östra    | 5         | 10:a i Allettan Södra     | Avstår sin plats, nerflyttade                                                                      |

## Spelarprofiler
| - Nicklas Bäckström - Joa Elfsberg - Calle Bergström - Johan Lindström |